# Jan Szymański
Jan Marek Szymański (2 marzo 1989) è un pattinatore di velocità su ghiaccio polacco.

## Biografia
È fidanzato con la pattinatrice Luiza Złotkowska.

## Palmarès

### Olimpiadi
- 1 medaglia:
  - 1 bronzo (inseguimento a squadre a Soči 2014).

### Campionati mondiali su distanza singola
- 1 medaglia:
  - 1 bronzo (inseguimento a squadre a Soči 2013).

### Universiadi
- 3 medaglie:
  - 2 ori (1500 m, 5000 m a Trentino 2013);
  - 1 argento (1000 m a Trentino 2013).